# Collegio di Na h-Eileanan an Iar
Na h-Eileanan an Iar è un collegio elettorale della Camera dei Comuni del Parlamento del Regno Unito situato in Scozia. Elegge un membro del Parlamento con il sistema maggioritario a turno unico. Il rappresentante del collegio dal 2024 è Torcuil Crichton, eletto con il Partito Laburista.

## Storia
Il collegio fu creato dall'unione di aree che erano state negli ex collegi di Ross and Cromarty e Inverness-shire.
Na h-Eileanan an Iar è il termine gaelico scozzese per "Isole Occidentali" (Western Isles), che fu il nome del collegio prima delle elezioni generali del 2005. Un collegio identico con lo stesso nome viene utilizzato per l'elezione del Parlamento Scozzese.

## Estensione
Il collegio copre le Ebridi Esterne, conosciute anche come Na h-Eileanan Siar, e ha il più piccolo elettorato del Regno Unito, meno di un terzo dell'elettorato del collegio più popoloso, quello North Shropshire. Alcuni hanno suggerito di unire Na h-Eileanan an Iar con il Collegio di Orkney and Shetland, e anche così l'elettorato combinato sarebbe sotto la media nazionale. La Scottish Boundary Commission nel 1980 propose di estendere il seggio per includere Skye e Localsh, ma la proposta naufragò. In genere le considerazioni sulla dimensione geografica, la distribuzione della popolazione, come anche la tradizione e l'identità, hanno portato a soprassedere rispetto allo sbilanciamento numerico. Inoltre, una modifica delle regole della Boundary Commission nel 2000 ha stabilito che Orkney and Shetland non può essere unita a nessun'altra area ai fini della rappresentanza parlamentare. Nel 2011 è stato approvato il Parliamentary Voting System and Constituencies Act 2011, che impedisce sia a Na h-Eileanan an Iar sia a Orkney and Shetland di essere unite a qualunque altro collegio.

## Aree di governo locale
Quando fu creata, l'area del collegio era divisa tra due aree di governo locale: la contea di Ross and Cromarty e Inverness-shire. La linea di divisione era il confine tra Lewis e Harris, con Lewis in Ross and Cromarty e Harris in Inverness-shire.

## Politica
Il collegio è da molti anni un seggio con maggioranze limitate alternate tra i laburisti e il Partito Nazionale Scozzese. Negli anni recenti, è diventato sempre più un seggio sicuro al SNP. Nonostante questo, durante il referendum sull'indipendenza della Scozia del 2014, il collegio ha votato contro l'indipendenza, con un margine di 53,42% (10 544 voti) contro il 46,58% (9 195 voti) che ha votato a favore, con un'affluenza dell'86,2%.

## Membri del parlamento
| Elezione | Elezione      | Deputato                        | Partito            |
| -------- | ------------- | ------------------------------- | ------------------ |
|          | 1918          | Donald Murray                   | Liberale           |
|          | 1922          | William Dingwall Mitchell Cotts | Liberale Nazionale |
|          | 1923          | Alexander Mackenzie Livingstone | Liberale           |
| 1929     | Thomas Ramsay |                                 | Liberale           |
|          | Thomas Ramsay | 1931                            | Liberale Nazionale |
|          | 1935          | Malcolm Macmillan               | Laburista          |
|          | 1970          | Donald Stewart                  | SNP                |
|          | 1987          | Calum MacDonald                 | Laburista          |
|          | 2005          | Angus MacNeil                   | SNP                |
|          | 2023          | Angus MacNeil                   | Indipendente       |
|          | 2024          | Torcuil Crichton                | Laburista          |

## Risultati elettorali

### Elezioni negli anni 2020
| Partito                    | Partito                                  | Candidato                  | Risultati 4 luglio 2024 | Risultati 4 luglio 2024 |
| Partito                    | Partito                                  | Candidato                  | Voti                    | %                       |
| -------------------------- | ---------------------------------------- | -------------------------- | ----------------------- | ----------------------- |
|                            | Laburista                                | Torcuil Crichton           | 6 692                   | 49,47                   |
|                            | SNP                                      | Susan Thomson              | 2 856                   | 21,11                   |
|                            | Indipendente                             | Angus MacNeil              | 1 370                   | 10,13                   |
|                            | Reform UK                                | Tony Ridden                | 697                     | 5,15                    |
|                            | Conservatore                             | Kenny Barker               | 647                     | 4,78                    |
|                            | Cristiani Scozzesi                       | Donald Boyd                | 496                     | 3,67                    |
|                            | Famiglie Scozzesi                        | Steven Welsh               | 388                     | 2,87                    |
|                            | Lib Dem                                  | Jamie Dobson               | 382                     | 2,82                    |
|                            |                                          |                            |                         |                         |
| Iscritti                   | Iscritti                                 | Iscritti                   | 21 237                  | 100,00                  |
| ↳ Votanti (% su iscritti)  | ↳ Votanti (% su iscritti)                | ↳ Votanti (% su iscritti)  | 13 528                  | 63,70                   |
| ↳ Astenuti (% su iscritti) | ↳ Astenuti (% su iscritti)               | ↳ Astenuti (% su iscritti) | 7 709                   | 36,30                   |
|                            |                                          |                            |                         |                         |
|                            | Esito: collegio passa da SNP a Laburista |                            |                         |                         |

### Elezioni negli anni 2010
| Partito                    | Partito                          | Candidato                  | Risultati 12 dicembre 2019 | Risultati 12 dicembre 2019 |
| Partito                    | Partito                          | Candidato                  | Voti                       | %                          |
| -------------------------- | -------------------------------- | -------------------------- | -------------------------- | -------------------------- |
|                            | SNP                              | Angus MacNeil              | 6 531                      | 45,11                      |
|                            | Laburista                        | Alison MacCorquodale       | 4 093                      | 28,27                      |
|                            | Conservatore                     | Jennifer Ross              | 3 216                      | 22,21                      |
|                            | Lib Dem                          | Neil Mitchison             | 637                        | 4,40                       |
|                            |                                  |                            |                            |                            |
| Iscritti                   | Iscritti                         | Iscritti                   | 21 106                     | 100,00                     |
| ↳ Votanti (% su iscritti)  | ↳ Votanti (% su iscritti)        | ↳ Votanti (% su iscritti)  | 14 477                     | 68,59                      |
| ↳ Astenuti (% su iscritti) | ↳ Astenuti (% su iscritti)       | ↳ Astenuti (% su iscritti) | 6 629                      | 31,41                      |
|                            |                                  |                            |                            |                            |
|                            | Esito: collegio confermato a SNP |                            |                            |                            |

| Partito                    | Partito                          | Candidato                  | Risultati 8 giugno 2017 | Risultati 8 giugno 2017 |
| Partito                    | Partito                          | Candidato                  | Voti                    | %                       |
| -------------------------- | -------------------------------- | -------------------------- | ----------------------- | ----------------------- |
|                            | SNP                              | Angus MacNeil              | 6 013                   | 40,58                   |
|                            | Laburista                        | Ealasaid MacDonald         | 5 006                   | 33,78                   |
|                            | Conservatore                     | Daniel McCroskrie          | 2 441                   | 16,47                   |
|                            | Cristiano                        | John Cormack               | 1 108                   | 7,48                    |
|                            | Lib Dem                          | James Paterson             | 250                     | 1,69                    |
|                            |                                  |                            |                         |                         |
| Iscritti                   | Iscritti                         | Iscritti                   | 21 259                  | 100,00                  |
| ↳ Votanti (% su iscritti)  | ↳ Votanti (% su iscritti)        | ↳ Votanti (% su iscritti)  | 14 818                  | 69,70                   |
| ↳ Astenuti (% su iscritti) | ↳ Astenuti (% su iscritti)       | ↳ Astenuti (% su iscritti) | 6 441                   | 30,30                   |
|                            |                                  |                            |                         |                         |
|                            | Esito: collegio confermato a SNP |                            |                         |                         |

| Partito                    | Partito                          | Candidato                  | Risultati 7 maggio 2015 | Risultati 7 maggio 2015 |
| Partito                    | Partito                          | Candidato                  | Voti                    | %                       |
| -------------------------- | -------------------------------- | -------------------------- | ----------------------- | ----------------------- |
|                            | SNP                              | Angus MacNeil              | 8 662                   | 54,35                   |
|                            | Laburista                        | Alasdair Morrison          | 4 560                   | 28,61                   |
|                            | Conservatore                     | Mark Brown                 | 1 215                   | 7,62                    |
|                            | Cristiano                        | John Cormack               | 1 045                   | 6,56                    |
|                            | Lib Dem                          | Ruaraidh Ferguson          | 456                     | 2,86                    |
|                            |                                  |                            |                         |                         |
| Iscritti                   | Iscritti                         | Iscritti                   | 21 773                  | 100,00                  |
| ↳ Votanti (% su iscritti)  | ↳ Votanti (% su iscritti)        | ↳ Votanti (% su iscritti)  | 15 938                  | 73,20                   |
| ↳ Astenuti (% su iscritti) | ↳ Astenuti (% su iscritti)       | ↳ Astenuti (% su iscritti) | 5 835                   | 26,80                   |
|                            |                                  |                            |                         |                         |
|                            | Esito: collegio confermato a SNP |                            |                         |                         |

| Partito                    | Partito                          | Candidato                  | Risultati 6 maggio 2010 | Risultati 6 maggio 2010 |
| Partito                    | Partito                          | Candidato                  | Voti                    | %                       |
| -------------------------- | -------------------------------- | -------------------------- | ----------------------- | ----------------------- |
|                            | SNP                              | Angus MacNeil              | 6 723                   | 45,68                   |
|                            | Laburista                        | Donald MacSween            | 4 838                   | 32,87                   |
|                            | Indipendente                     | Murdo Murray               | 1 412                   | 9,59                    |
|                            | Lib Dem                          | Jean Davis                 | 1 097                   | 7,45                    |
|                            | Conservatore                     | Sheena Norquay             | 647                     | 4,40                    |
|                            |                                  |                            |                         |                         |
| Iscritti                   | Iscritti                         | Iscritti                   | 22 264                  | 100,00                  |
| ↳ Votanti (% su iscritti)  | ↳ Votanti (% su iscritti)        | ↳ Votanti (% su iscritti)  | 14 717                  | 66,10                   |
| ↳ Astenuti (% su iscritti) | ↳ Astenuti (% su iscritti)       | ↳ Astenuti (% su iscritti) | 7 547                   | 33,90                   |
|                            |                                  |                            |                         |                         |
|                            | Esito: collegio confermato a SNP |                            |                         |                         |

### Elezioni negli anni 2000
| Partito                    | Partito                                  | Candidato                  | Risultati 5 maggio 2005 | Risultati 5 maggio 2005 |
| Partito                    | Partito                                  | Candidato                  | Voti                    | %                       |
| -------------------------- | ---------------------------------------- | -------------------------- | ----------------------- | ----------------------- |
|                            | SNP                                      | Angus MacNeil              | 6 213                   | 44,90                   |
|                            | Laburista                                | Calum MacDonald            | 4 772                   | 34,49                   |
|                            | Lib Dem                                  | Jean Davis                 | 1 096                   | 7,92                    |
|                            | Voto Cristiano                           | George Hargreaves          | 1 048                   | 7,57                    |
|                            | Conservatore                             | Andy Maciver               | 610                     | 4,41                    |
|                            | Socialista                               | Joanne Telfer              | 97                      | 0,70                    |
|                            |                                          |                            |                         |                         |
| Iscritti                   | Iscritti                                 | Iscritti                   | 21 585                  | 100,00                  |
| ↳ Votanti (% su iscritti)  | ↳ Votanti (% su iscritti)                | ↳ Votanti (% su iscritti)  | 13 836                  | 64,10                   |
| ↳ Astenuti (% su iscritti) | ↳ Astenuti (% su iscritti)               | ↳ Astenuti (% su iscritti) | 7 749                   | 35,90                   |
|                            |                                          |                            |                         |                         |
|                            | Esito: collegio passa da Laburista a SNP |                            |                         |                         |

| Partito                    | Partito                                | Candidato                  | Risultati 7 giugno 2001 | Risultati 7 giugno 2001 |
| Partito                    | Partito                                | Candidato                  | Voti                    | %                       |
| -------------------------- | -------------------------------------- | -------------------------- | ----------------------- | ----------------------- |
|                            | Laburista                              | Calum MacDonald            | 5 924                   | 45,02                   |
|                            | SNP                                    | Alasdair Nicholson         | 4 850                   | 36,86                   |
|                            | Conservatore                           | Douglas Taylor             | 1 250                   | 9,50                    |
|                            | Lib Dem                                | John Horne                 | 849                     | 6,45                    |
|                            | Socialista                             | Joanne Telfer              | 286                     | 2,17                    |
|                            |                                        |                            |                         |                         |
| Iscritti                   | Iscritti                               | Iscritti                   | 21 714                  | 100,00                  |
| ↳ Votanti (% su iscritti)  | ↳ Votanti (% su iscritti)              | ↳ Votanti (% su iscritti)  | 13 159                  | 60,60                   |
| ↳ Astenuti (% su iscritti) | ↳ Astenuti (% su iscritti)             | ↳ Astenuti (% su iscritti) | 8 555                   | 39,40                   |
|                            |                                        |                            |                         |                         |
|                            | Esito: collegio confermato a Laburista |                            |                         |                         |

## Risultati dei referendum

### Referendum sulla permanenza del Regno Unito nell'Unione europea del 2016
|        | Collegio             | Lasciare UE % | Rimanere in UE % |
| ------ | -------------------- | ------------- | ---------------- |
|        | Na h-Eileanan an Iar | 44,8%         | 55,2%            |
| Scozia | 38,0%                | 62,0%         |                  |
|        | Regno Unito          | 51,9%         | 48,1%            |

### Referendum sull'indipendenza della Scozia del 2014
|        | Collegio             | Voti NO | % No      | Voti SI | % Sì  |
| ------ | -------------------- | ------- | --------- | ------- | ----- |
|        | Na h-Eileanan an Iar | 10 344  | 53,4%     | 9 195   | 46,6% |
| Scozia | 2 001 926            | 55,3%   | 1 617 989 | 44,7%   |       |